# 立陶宛議會議長列表
立陶宛議會議長，是立陶宛議會的首長，議長及副議長均由全體議員互選產生。

## 歷任議長

### 1920年–1940年
| 屆別     | 姓名                        | 就任日期       | 卸任日期       |
| -------- | --------------------------- | -------------- | -------------- |
| 重建議會 | 亞歷山德拉斯·斯圖爾金斯基斯 | 1920年5月15日  | 1922月10月6日  |
| 1        | 萊昂·比斯特拉               | 1922年11月13日 | 1923年3月13日  |
| 2        | 安塔納斯·圖梅納斯           | 1923年6月5日   | 1923年7月29日  |
| 2        | 賈斯汀·斯陶蓋蒂斯           | 1923年8月10日  | 1925年1月27日  |
| 2        | 萊昂·比斯特拉               | 1925年1月27日  | 1925年9月25日  |
| 2        | 維陶塔斯·彼得魯利           | 1925年9月25日  | 1926年6月      |
| 3        | 喬納斯·斯陶蓋蒂斯           | 1926年6月2日   | 1926年12月17日 |
| 3        | 亞歷山大·斯圖爾金斯基斯     | 1926年12月19日 | 1927年4月12日  |
| 4        | 康斯坦丁娜·沙克尼斯         | 1936年9月1日   | 1940年6月27日  |
| 5        | 柳達斯·阿多馬斯卡斯         | 1940年7月21日  | 1940年8月      |

### 1990年至今
| 屆別     | 姓名                      | 就任日期       | 卸任日期       |
| -------- | ------------------------- | -------------- | -------------- |
| 重建議會 | 维陶塔斯·兰茨贝吉斯       | 1990年3月11日  | 1992年11月25日 |
| 6        | 阿爾吉爾達斯·布拉藻斯卡斯 | 1992年11月25日 | 1993年2月25日  |
| 6        | 切斯洛夫·於爾森（代理）   | 1992年11月25日 | 1993年2月25日  |
| 6        | 切斯洛夫·於爾森           | 1993年2月25日  | 1996年11月25日 |
| 7        | 維陶塔斯·藍斯柏吉斯       | 1996年11月25日 | 2000年10月18日 |
| 8        | 阿圖拉斯·保勞斯卡斯       | 2000年10月19日 | 2004年4月6日   |
| 8        | 切斯洛夫·於爾森（代理）   | 2004年4月6日   | 2004年7月12日  |
| 8        | 阿圖拉斯·保勞斯卡斯       | 2004年7月12日  | 2004年11月14日 |
| 9        | 阿圖拉斯·保勞斯卡斯       | 2004年11月15日 | 2006年4月11日  |
| 9        | 維達斯·格德維拉斯（代理） | 2006年4月11日  | 2006年4月13日  |
| 9        | 維克多·蒙田               | 2006年4月13日  | 2008年4月1日   |
| 9        | 切斯洛夫·於爾森           | 2008年4月1日   | 2008年11月17日 |
| 10       | 阿魯納斯·瓦林斯卡斯       | 2008年11月17日 | 2009年9月15日  |
| 10       | 伊雷娜·德古蒂埃內（代理） | 2009年9月15日  | 2009年9月17日  |
| 10       | 伊雷娜·德古蒂埃內         | 2009年9月17日  | 2012年9月14日  |
| 11       | 維達斯·格德維拉斯         | 2012年9月14日  | 2013年10月3日  |
| 11       | 洛雷塔·格勞日涅           | 2013年10月3日  | 2016年11月14日 |
| 12       | 維克托拉斯·普蘭茨凱蒂斯   | 2016年11月14日 | 2020年11月13日 |
| 13       | 维多利亚·奇米利特-尼尔森  | 2020年11月13日 | 2024年11月14日 |
| 14       | 紹柳斯·斯克韋爾內利斯     | 2024年11月14日 | 現任           |

## 歷任第一副議長
| 任期      | 姓名                  | 就任日期       | 卸任日期       | 政黨                         |
| --------- | --------------------- | -------------- | -------------- | ---------------------------- |
| 1996–2000 | 安德留斯·库比柳斯     | 1996年11月26日 | 1999年11月9日  | 祖國聯盟－立陶宛基督教民主黨 |
| 1996–2000 | 阿維達斯·維久納斯     | 1999年11月9日  | 2000年10月18日 | 祖國聯盟－立陶宛基督教民主黨 |
| 2000–2004 | 切斯洛瓦斯·尤爾舍納斯 | 2004年7月12日  | 2004年11月14日 | 立陶宛社會民主黨             |
| 2004–2008 | 切斯洛瓦斯·尤爾舍納斯 | 2006年10月16日 | 2008年3月31日  | 立陶宛社會民主黨             |
| 2004–2008 | 阿爾吉斯·恰普利卡斯   | 2008年5月6日   | 2008年11月17日 | 自由與中間聯盟               |
| 2008–2012 | 伊雷娜·德古蒂埃内     | 2008年11月20日 | 2009年9月16日  | 祖國聯盟－立陶宛基督教民主黨 |
| 2008–2012 | 萊蒙達斯·舒基斯       | 2009年9月24日  | 2010年3月10日  | 自由與中間聯盟               |
| 2012–2016 | 維陶塔斯·蓋浦西斯     | 2012年11月16日 | 2013年10月3日  | 勞動黨                       |
| 2012–2016 | 維達斯·格德維拉斯     | 2013年10月3日  | 2016年11月14日 | 勞動黨                       |
| 2016–2020 | 里瑪·巴斯基內         | 2016年11月14日 | 2020年11月12日 | 立陶宛農民與綠人聯盟         |
| 2020–2024 | 喬吉斯·拉兹瑪         | 2020年11月13日 | 2024年11月14日 | 祖國聯盟－立陶宛基督教民主黨 |
| 2024–2028 | 約奧扎斯·歐莉卡斯     | 2024年11月14日 | 現任           | 立陶宛社會民主黨             |

## 歷任副議長
| 任期      | 姓名                           | 就任日期       | 卸任日期       | 政黨 |
| --------- | ------------------------------ | -------------- | -------------- | --- |
| 重建議會  | Bronislovas Juozas Kuzmickas   | 1990年3月10日  | 1992年11月22日 | 萨尤季斯 |
| 重建議會  | Kazimieras Motieka             | 1990年3月11日  | 1992年11月22日 | 萨尤季斯 |
| 重建議會  | Česlovas Vytautas Stankevičius | 1990年3月10日  | 1992年11月22日 | 萨尤季斯 |
| 1992–1996 | Juozas Bernatonis              |                |                | 民主勞工黨 |
| 1992–1996 | Egidijus Bičkauskas            |                |                | 立陶宛中間同盟 |
| 1992–1996 | Aloyzas Sakalas                |                |                | 立陶宛社會民主黨 |
| 1996–2000 | Romualdas Ozolas               | 1996年11月26日 | 1999年11月4日  | 立陶宛中間同盟 |
| 1996–2000 | Arvydas Vidžiūnas              | 1996年11月26日 | 1999年11月9日  | 祖國聯盟 |
| 1996–2000 | Feliksas Palubinskas           | 1996年11月26日 | 2000年10月18日 | 立陶宛基督教民主黨                                                                                                   |
| 1996–2000 | Rimantas Jonas Dagys           | 1999年11月9日  | 2000年10月18日 | 立陶宛社會民主聯盟                                                                                                   |
| 1996–2000 | Rasa Juknevičienė              | 1999年11月9日  | 2000年10月18日 | 祖國聯盟 |
| 2000–2004 | Vytenis Andriukaitis           | 2001年7月12日  | 2004年7月27日  | 立陶宛社會民主黨 |
| 2000–2004 | 拉穆納斯·卡爾包斯基斯          | 2000年10月24日 | 2001年5月14日  | 立陶宛人民與農民聯盟                                                                                                 |
| 2000–2004 | Gintaras Steponavičius         | 2000年10月24日 | 2004年11月14日 | 勞動黨 |
| 2000–2004 | Artūras Skardžius              | 2000年10月26日 | 2004年11月14日 | 新聯盟 (社會自由黨)                                                                                                  |
| 2004–2008 | Česlovas Juršėnas              | 2004年11月15日 | 2006年10月9日  | 立陶宛社會民主黨 |
| 2004–2008 | Alfredas Pekeliūnas            | 2004年11月15日 | 2008年11月17日 | 農民與新民主黨聯盟 (~2007.05.07) 農民與人民及市民民主黨 (2007.05.08 – 2008.01.17) 立陶宛人民與農民聯盟 (2008.01.18~) |
| 2004–2008 | Viktoras Muntianas             | 2004年12月9日  | 2006年4月12日  | 勞動黨 |
| 2004–2008 | Vydas Gedvilas                 | 2005年4月26日  | 2008年11月17日 | 勞動黨 |
| 2004–2008 | Gintaras Steponavičius         | 2005年1月20日  | 2008年11月17日 | 自由與中間聯盟 |
| 2004–2008 | Algis Čaplikas                 | 2006年10月10日 | 2008年5月5日   | 自由與中間聯盟 |
| 2004–2008 | 安德留斯·库比柳斯              | 2006年10月10日 | 2008年11月17日 | 祖國聯盟 |
| 2008–2012 | 伊雷娜·德古蒂埃内              | 2008年11月18日 | 2008年11月19日 | 祖國聯盟—立陶宛基督教民主黨                                                                                          |
| 2008–2012 | 維吉妮亞·巴特萊婷              | 2008年11月18日 | 2012年11月16日 | 勞動黨 |
| 2008–2012 | 阿爾吉斯·卡舍塔                | 2008年11月18日 | 2011年6月22日  | 立陶宛共和國自由運動                                                                                                 |
| 2008–2012 | 策斯洛瓦斯·斯坦科維休斯        | 2008年11月18日 | 2012年11月16日 | 祖國聯盟—立陶宛基督教民主黨                                                                                          |
| 2008–2012 | 萊蒙達斯·舒基斯                | 2008年11月18日 | 2009年9月23日  | 自由與中間聯盟 |
| 2008–2012 | 切斯洛瓦斯·尤爾捨納斯          | 2009年9月24日  | 2012年11月16日 | 立陶宛社會民主黨 |
| 2008–2012 | 阿爾吉斯·恰普利卡斯            | 2011年4月21日  | 2012年11月16日 | 自由與中間聯盟 |
| 2008–2012 | 艾瑞卡斯·塔馬拉薩斯卡          | 2011年11月10日 | 2011年11月16日 | 立陶宛共和國自由運動                                                                                                 |
| 2012-2016 | 阿爾吉爾達斯·席薩斯            | 2012年11月16日 | 2016年11月14日 | 立陶宛社會民主黨 |
| 2012-2016 | 格迪米纳斯·基尔基拉斯          | 2012年11月16日 | 2016年11月14日 | 立陶宛社會民主黨 |
| 2012-2016 | 凱斯塔斯·科姆斯基斯            | 2012年11月16日 | 2016年11月14日 | 秩序與正義 |
| 2012-2016 | 亞羅斯拉夫·納爾克維奇          | 2012年11月16日 | 2016年11月14日 | 立陶宛波蘭族選舉行動—基督教家庭聯盟                                                                                  |
| 2012-2016 | 伊雷娜·德古蒂埃内              | 2012年11月16日 | 2016年11月14日 | 祖國聯盟—立陶宛基督教民主黨                                                                                          |
| 2016–2020 | 伊雷娜·德古蒂埃内              | 2012年11月14日 | 2020年11月12日 | 祖國聯盟—立陶宛基督教民主黨                                                                                          |
| 2016–2020 | 格迪米纳斯·基尔基拉斯          | 2012年11月14日 | 2020年11月12日 | 立陶宛社會民主黨 |
| 2016–2020 | 約納斯·利西斯                  | 2018年9月28日  | 2020年11月12日 | 立陶宛共和國自由運動                                                                                                 |
| 2016–2020 | 阿維達斯·內克羅西烏斯          | 2016年11月14日 | 2020年11月12日 | 立陶宛農民與綠人聯盟                                                                                                 |
| 2016–2020 | 伊雷娜·希奧利埃內              | 2017年4月7日   | 2020年11月12日 | 立陶宛社會民主黨 |
| 2016–2020 | 雷米吉尤斯·热迈泰蒂斯          | 2018年9月28日  | 2019年11月18日 | 秩序與正義 |
| 2020–2024 | 乔纳斯·贾鲁蒂斯                | 2020年12月3日  | 2024年11月14日 | 立陶宛農民與綠人聯盟                                                                                                 |
| 2020–2024 | 安德里斯·马祖罗尼斯            | 2020年11月13日 | 2024年11月14日 | 勞動黨 |
| 2020–2024 | 維陶塔斯·米塔拉斯              | 2020年11月17日 | 2024年11月14日 | 自由黨 |
| 2020–2024 | 芮德菲·莫庫奈伊特-米庫樂妮雅娜 | 2020年11月17日 | 2024年11月14日 | 祖國聯盟—立陶宛基督教民主黨                                                                                          |
| 2020–2024 | 朱利葉斯·薩巴托斯卡斯          | 2020年11月17日 | 2024年11月14日 | 立陶宛社會民主黨 |
| 2020–2024 | 包禮斯·薩烏達古                | 2020年11月17日 | 2024年11月14日 | 祖國聯盟－立陶宛基督教民主黨                                                                                         |
| 2024–2028 | 拉莎·巴格季迪                  | 2024年11月14日 | 現任           | 立陶宛社會民主黨 |
| 2024–2028 | 歐琳塔·雷普提                  | 2024年11月14日 | 現任           | 立陶宛社會民主黨 |
| 2024–2028 | 阿格妮·希林斯基涅              | 2024年11月14日 | 現任           | 尼穆納斯的黎明 |
| 2024–2028 | 芮德菲·莫庫奈伊特-米庫樂妮雅娜 | 2024年11月14日 | 現任           | 祖國聯盟—立陶宛基督教民主黨                                                                                          |
| 2024–2028 | 维多利亚·奇米利特-尼尔森       | 2024年11月14日 | 現任           | 自由運動 |

## 外部連結
- Official website （页面存档备份，存于）